# Halte des Sables-Blancs
La halte des Sables-Blancs est une halte ferroviaire française de la ligne d'Auray à Quiberon, située à l'entrée de la Presqu'île de Quiberon sur le territoire de la commune de Plouharnel, dans le département du Morbihan en région Bretagne. Elle dessert principalement le camping municipal des Sables Blancs.
L'arrêt est mis en service en 1985 par la Société nationale des chemins de fer français (SNCF).
C'est une halte voyageurs de la SNCF desservie, uniquement pendant l'été, par un train touristique TER Bretagne dénommé « Tire-Bouchon ».

## Situation ferroviaire
Établie à 7 mètres d'altitude, la halte des Sables-Blancs est située au point kilométrique (PK) 601,710 de la ligne d'Auray à Quiberon, entre les gares de Plouharnel - Carnac et de Penthièvre.

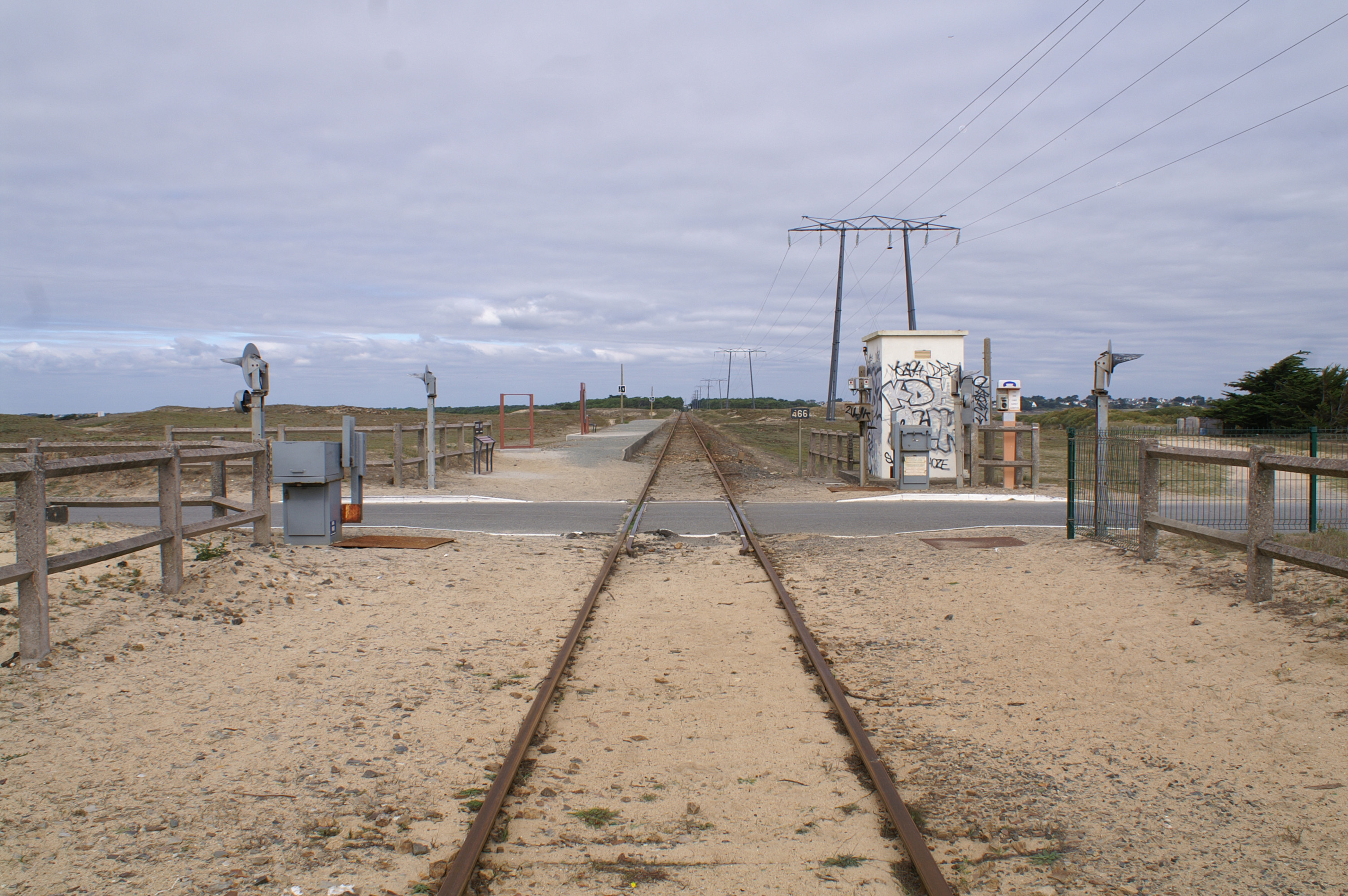
La halte et son passage à niveau, vue en direction d'Auray

Située sur une ligne à voie unique elle dispose d'un quai.

## Histoire
Il n'y a pas de station aux Sables-Blancs, le 24 juillet 1882, quand la Compagnie du chemin de fer de Paris à Orléans (PO) ouvre à l'exploitation la ligne d'Auray à Quiberon, embranchement de sa ligne de Savenay à Landerneau.

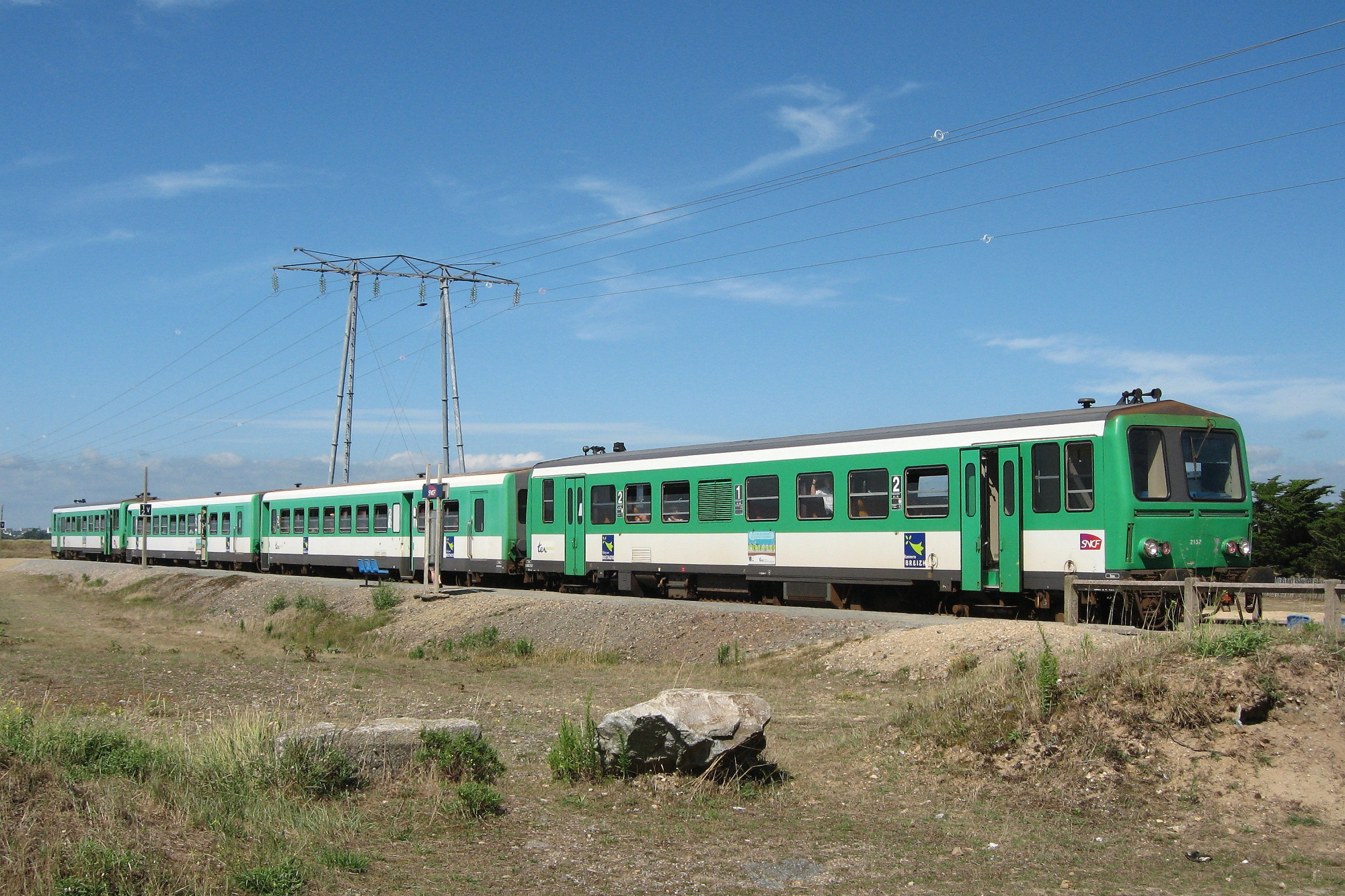
Un TER à destination de Quiberon arrêté à quai, en livrée vert perroquet (2008).

La halte des Sables-Blancs est mise en service le 1er juillet 1985 pour être desservie par le train dénommée « Tire-Bouchon ». La construction du quai a été financée par le Conseil général du Morbihan.

## Service des voyageurs

### Accueil
Halte SNCF, c'est un point d'arrêt non géré (PANG) à entrée libre. Elle dispose d'un quai avec un banc et un panneau d'informations.

### Desserte
Les Sables-Blancs est desservie par le train TER « Tire-Bouchon » pendant la période estivale, à raison de onze trains par jour et par sens pendant les mois de juillet et août et quelques trains les week-ends en juin et septembre.

### Fréquentation
De 2015 à 2023, selon les estimations de la SNCF, la fréquentation annuelle de la gare s'élève aux nombres indiqués dans le tableau ci-dessous.
| Année     | 2015 | 2016 | 2017 | 2018 | 2019 | 2020 | 2021 | 2022 | 2023 |
| --------- | ---- | ---- | ---- | ---- | ---- | ---- | ---- | ---- | ---- |
| Voyageurs | 207  | 230  | 173  | 225  | 364  | 335  | 690  | 617  | 928  |

### Intermodalité
La halte est à environ 500 mètres des plages sur l'océan Atlantique et de l'entrée du camping municipal des Sables Blancs et de la plage du même nom sur la baie de Quiberon.

## Galerie de photographies

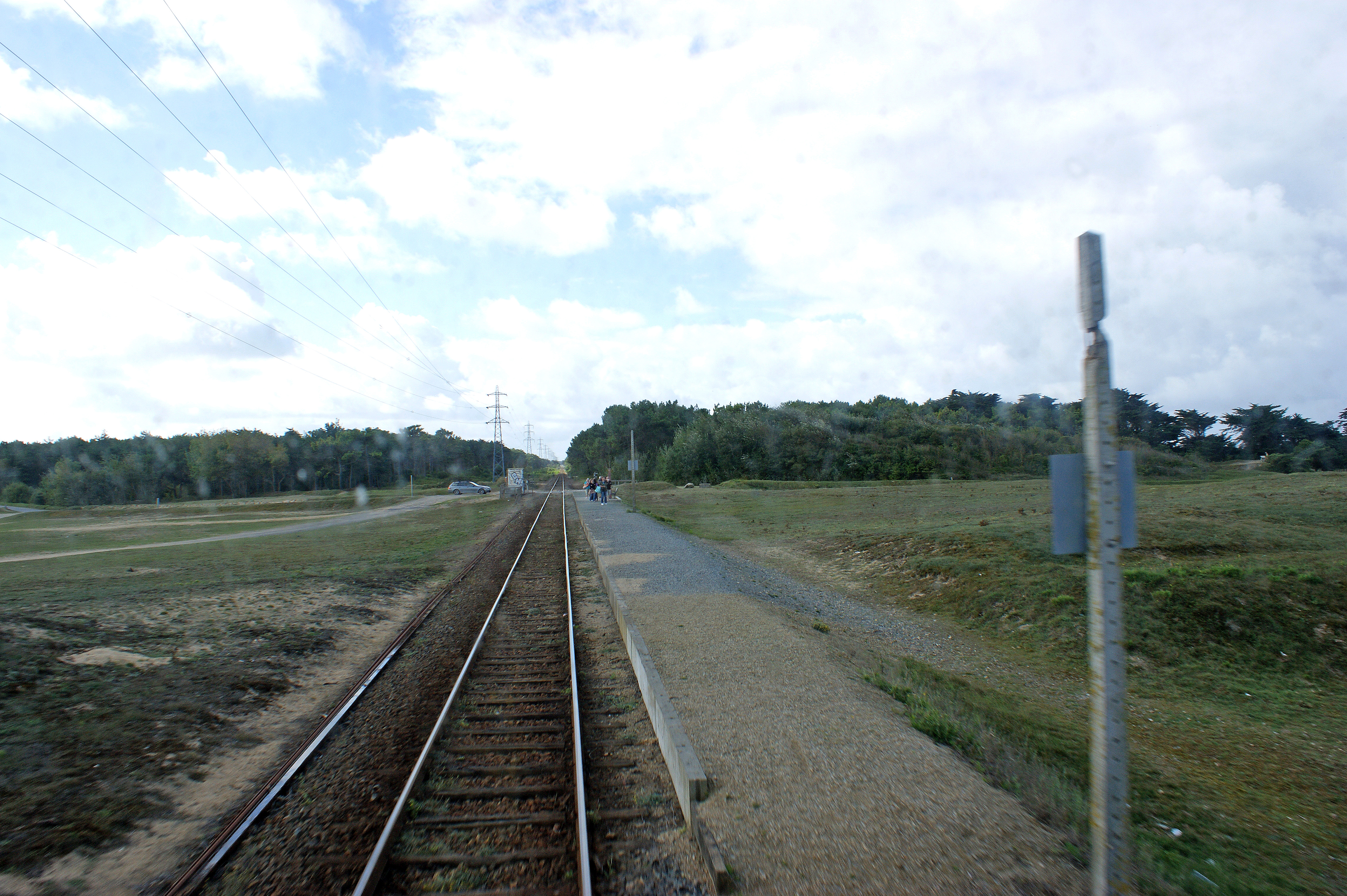
Vue de la cabine du Tire-bouchon.
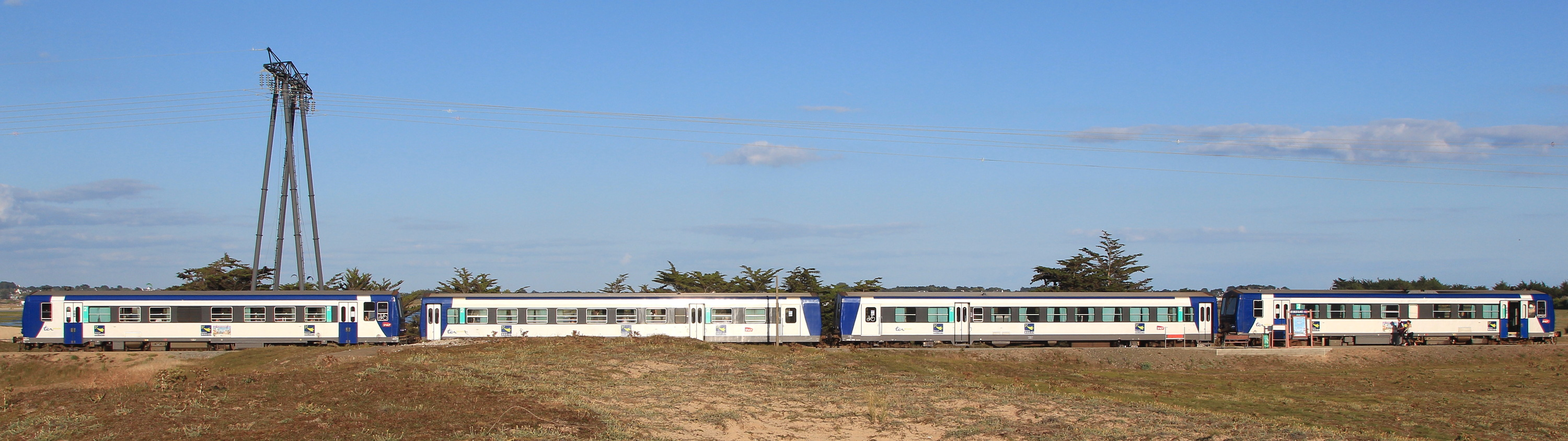
Un TER à quai en livrée TER institutionnel (2013).
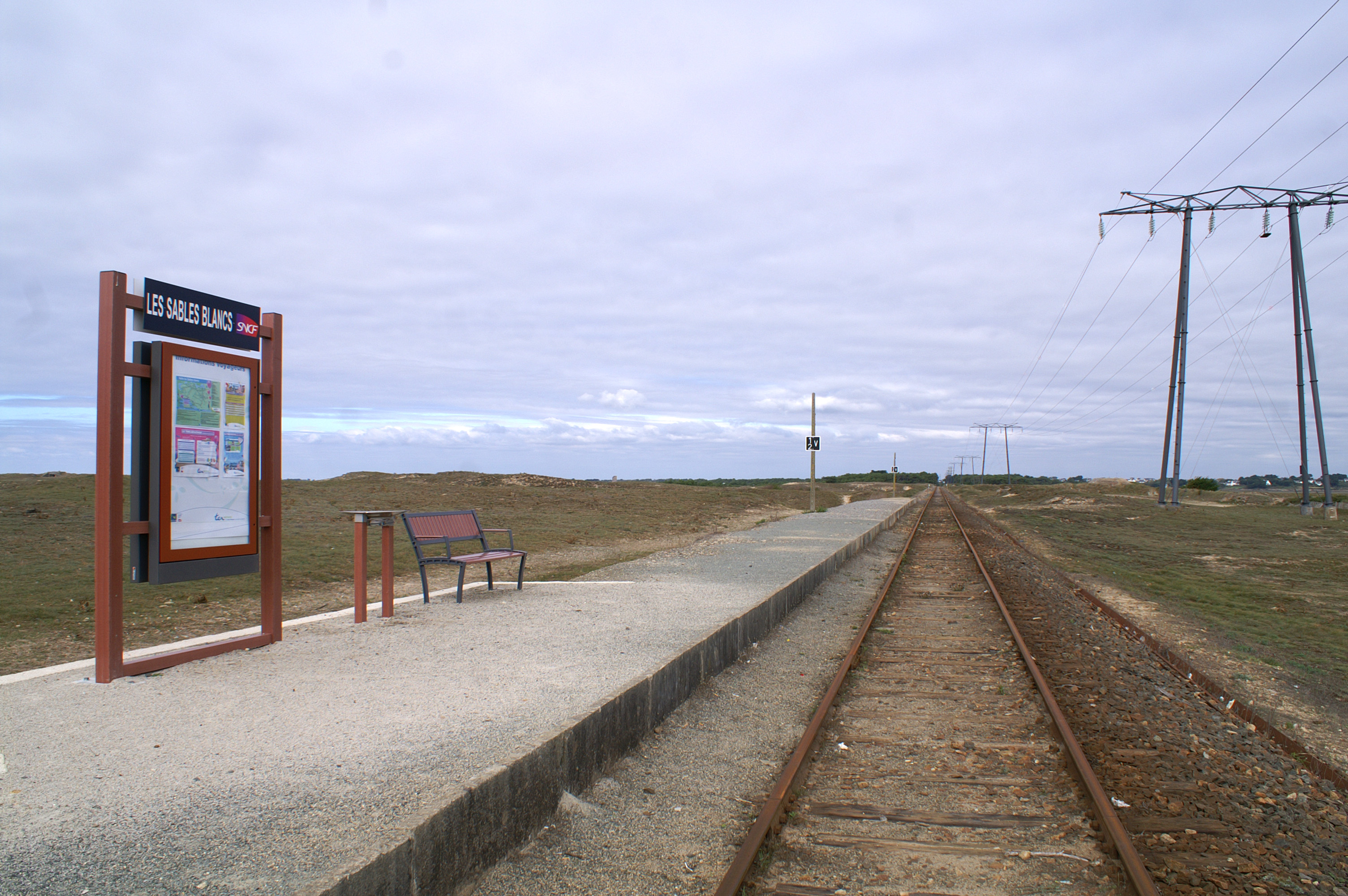
Mobilier, vue vers Auray.